# Белорусская детективная проза
Белорусская детективная проза — художественные произведения, написанные белорусскими авторами в детективном жанре.

## Развитие детективного жанра в белорусской литературе
Первыми произведениями детективного жанра принято считать рассказы Эдгара По, написанные в 1840-е годы. История белорусского детектива начинается значительно позже, зато эволюционировал он достаточно быстро: от детектива классического типа до современного и к детективу, который находится на стыке с другими литературными жанрами. Белорусский детектив, как и в мировой литературе, создается в разных направлениях — он может быть уголовным, историческом, политическом и даже юмористическим. Ряд авторов остаются поклонниками стиля Владимира Короткевича и пишут под влиянием белорусской истории, а иногда и мифологии: этому способствует богатое культурное наследие Беларуси.
Белорусский детектив имеет признаки как «классического детектива», или английского, написанного по мировым стандартам этого литературного жанра, так и отличительные, характерные исключительно для белорусской литературы.

## XX век
Первым белорусским писателем, который обратился к этому литературному направлению, является Владимир Короткевич, талант которого раскрылся в жанре исторического детектива. Написанную им в 1958 году повесть «Дикая охота короля Стаха» (опубликована в 1964 году) тогдашние критики сравнивали по сюжетной схеме с известной повестью А. Конан Дойла «Собака Баскервилей». Интересно, что сам Короткевич о себе любил говорить: «Я — белорусский Александр Дюма!», при том что любил читать и Конан Дойла, и Дюма. Достойная страницы детективного романа история приключилась и с самой «Дикой охотой». Как-то вечером зимой Короткевич засиделся в ресторане в Доме творчества, читая друзьям отрывки из новой повести. Возвращались с застолья они уже ночью, шли через лес. И случайно рукопись потерялась где-то в заснеженном лесу. И только благодаря охотничей собаке, которая утром нашла и выкопала из-под снега рукопись, белорусская литература не потеряла одно из лучших своих произведений. Интересно что при первом знакомстве со своей будущей женой, Валентиной, та ему сказала: «Раз вы писатель, почему бы вам не написать детектив, например такой, как „Дикая охота короля Стаха“». Она читала роман в журнале «Молодость», но не обратила внимания, кто автор. Владимир засмеялся: «Так это же я написал!», что привело Валентину в смущение. Она вообще очень любила детективы, и уж если они поженились, Короткевич даже говорил: «Детективы я пишу для жены!». И это надо правильно понять, ведь в то время написание детективов считалось малопрестижным занятием, большим спросом пользовались остросюжетные повести. И фактически именно Валентина уговорила написать Владимира «Черный замок Ольшанский» (1979 г.), который начинается словами: «В. К., которой этот роман обещал десять лет назад, с благодарностью». И Короткевич был искренне удивлен, когда в книжных магазинах за книгой выстраивались очереди, а довольная Валентина сказала: «Он — мой рыцарь, он подарил мне замок!».
Многогранностью на детективной ниве выделяется бывший сотрудник угрозыска, генерал-лейтенант, лауреат литературных премий Николай Чергинец. Писатель, который в белорусскую литературу ввел так называемый милицейский детектив, жанр, который обычно пользуется наибольшей популярностью. Первая его книга вышла ещё в 1973 году. Он является одним из востребованных белорусских писателей детективного жанра, и не последнюю роль играет здесь его опыт в угрозыске. Заслуживает внимания его сборник детективных повестей «Служба дни и ночи» (1981 г.), основанная на реальных событиях. Повести этой книги объединены одними и теми же героями, главный из которых-капитан милиции, а затем и майор Ветров. Знаменитые романы Чергинца «Вам — задание» (1982 г.), «За секунду до выстрела» (1983 г.) переиздаются около двух десятков раз на протяжении уже более 20 лет, а часть его произведений экранизирована. Из-под его пера вышло почти полсотни занимательных книг художественной прозы, большинство из которых — остросюжетные детективы.
Много лет провел на оперативной работе и Виктор Правдин, детективам которого присущ динамичный сюжет, строгая логика развития действий, тайны, которые раскрываются в финале, что и можно видеть в его повести «Боль (Исповедь милиционера)» (1996 г.), либо романе «Возвращение из преисподней» (1999 г.). Также заслуживать внимания и сборник детективов Владимира Сивчикова «Кинжал с крыльями» (1994 г.).
Удачно в классическом детективном направлении написана книга Мирослава Адамчика «Убийство на Рождество» (1992 г.), в которой главный герой, детектив-любитель противостоит официальному профессиональному следователю в лучших традициях Шерлока Холмса и Эркюля Пуаро, только вместо аристократических английских построек — шляхетское поместье XVIII века пана Адама Костровицкога. Эта повесть удачно сочетает классический английский детектив с белорусской действительностью. Там, где Конан Дойл показывает образ своей старой доброй Англии викторианских времен — Адамчик рисует нам образы дворянской и благородной Беларуси.

## XXI век
В 2004 году издательство «Художественная литература» издала целый сборник «Корона Витовта Великого» из серии «Современный белорусский детектив», в который вошли произведения около двадцати авторов, среди которых — Адам Глобус, Владимир Сивчиков, Виктор Правдин, Людмила Рублевская, Мирослав Шайбак. После этого в этой серии вышли отдельные книги Людмилы Рублевской, Виктора Правдина, Сергея Трахимёнка и Леонида Морякова.
Людмилой Рублевской сделан значительный вклад в белорусскую литературу. Она, если можно так выразиться — продолжает лучшие традиции Короткевича в жанре исторического детектива. Не зря её историяцентрические произведения некоторыми отечественными критиками сравниваются с «мелодраматическими интерпретациями» художественных идей В. Короткевича. Так, события в её романе «Золото забытых могил» (2005 г.). происходят параллельно в наиболее интересные для Короткевичи времена восстания Константина Калиновского и в наше время. А героиня повести «Перстень последнего императора» (2005 г.) познает трагическую и героическую историю своего рода, который оказывается королевским.
Некоторые авторы выступают при написании произведений коллективно под литературной маской. Так, Теафилия Сабоцкая и Владимир Соколов — коллективные псевдонимы [[Мирослав Шайбак|Мирослава Адамчика]], Адама Глобуса (Владимир Адамчик) и Максима Климковича. Лучшие детективы и триллеры Адама Глобуса вошли в книгу «Замок» (2005 г.). События рассказа Максима Климковича «Зеркальная занавеска» (впервые опубликован в 1993 г.) разворачиваются прямо в баре Дома литераторов. В написанной Климковичем вместе с Мирославом Адамчиком повести «Любовница дьявола, или корона Витовта Великого» (1991 г.), которую литературовед Анна Кислицына назвала первым белорусским триллером, действие вращается вокруг короны Витовта Великого, сделанную ватиканскими мастерами, и которой Витовт собирался короноваться в 1429 году.
Прекрасный стиль повествования, который сочетает в себе динамику сюжета с непредсказуемым финалом, можно видеть в романе-трилогии доктора юридических наук Сергея Трахимёнка «Российский триллер» (2010 г.), в котором рассказывается об оперативной деятельности работников милиции, которые разоблачают опытных преступников. За роман «Синдром выгорания», выпущенный «Художественной литературой» в серии «Современный белорусский детектив» в 2007 году, писатель отмечен национальной литературной премией «Золотой Купидон» (2008 г.).
К историческому детективу можно отнести и книги Анатолия Резановича. Так, сюжет его романа «Отшельник» (2011 г.) разворачивается на фоне исторических событий, которые происходили на территории Белаоуссии в 1930-80 года. А основой романа «Охотник за искусством» (2012 г.) послужило реальная история, связанная с сокровищем — золотыми украшениями скифов, привезенными одним журналистом в Минск.
Одной из наиболее успешных среди белорусских писателей вообще, и в жанре детектива в частности, на сегодня является Ольга Тарасевич — автор более 20 книг, которые печатаются в крупнейшем российском издательстве «Эксмо». В основе большинства её остросюжетных детективов — расследования, которые неизменно посвящены артефакту — предмету искусства. Часть серии её книг с главной героиней — писательницей и журналисткой Ликой Вронской и профессором криминалистики Владимиром Сядовым была экранизирована Белтелерадиокомпанией, как 12-серийный телесериал «Поцелуй Сократа», в котором удачно удалось перенести персонажей из российской действительности в белорусские реалии, при этом сохранив дух романов Тарасевич. Её романы — «Без чайных церемоний» (2006 г.), «Ожерелье Атона» (2007 г.), «Плачущий ангел Шагала» (2007 г.), «Крест Ефросинии Полоцкой» (2007 г.), переизданы в 2012-13 годах в белорусском издательстве «Издательский дом „Звязда“».